# Rally Villa de Llanes de 1987
El Rally Villa de Llanes de 1987, oficialmente 11.º Rally Villa de Llanes, fue la undécima edición y la quinta cita de la temporada 1987 del Campeonato de España de Rally. Se celebró del 6 al 7 de junio y contó con un itinerario de 250 km cronometrados.

## Clasificación final
| Pos. | Piloto                | Copiloto          | Automóvil                  | Tiempo  | Diferencia |
| ---- | --------------------- | ----------------- | -------------------------- | ------- | ---------- |
| 1.   | Carlos Sainz          | Antonio Boto      | Ford Sierra RS Cosworth    | 3:13:03 | 0.0        |
| 2.   | Salvador Servià       | Jordi Sabater     | Volkswagen Golf II GTi 16V | 3:14:09 | +1:06      |
| 3.   | Jesús Puras           | José Arrarte      | Renault 11 Turbo           | 3:15:51 | +2:48      |
| 4.   | Guillermo Barreras    | Luis Moya         | Renault 11 Turbo           | 3:17:36 | +4:33      |
| 5.   | Beny Fernández        | José López Orozco | Opel Kadett GSI            | 3:20:19 | +7:16      |
| 6.   | José Luis Graña       | Tomás Morales     | Volkswagen Golf II GTi 16V | 3:21:28 | +8:25      |
| 7.   | Gustavo Trelles       | Daniel Muzio      | Renault 5 GT Turbo         | 3:29:07 | +16:04     |
| 8.   | José Bernardo Pino    | Manuel Mínguez    | Citroën Visa GTi           | 3:29:31 | +16:28     |
| 9.   | José Manuel Hernández | Mercedes Rueda    | Renault 5 GT Turbo         | 3:31:47 | +18:44     |
| 10.  | Iñaki Goiburu         | Luis Teixidor     | Renault 5 GT Turbo         | 3:34:37 | +21:34     |